# 陈逸
陈逸（2世纪—？），字子游，东汉末年太傅陈蕃子。
汉灵帝建宁元年（168年）九月，陈蕃在政变中被杀，其友人銍县令朱震弃官为陈蕃收葬，亦将陈逸匿藏于甘陵边界，后事发，满门被下狱拷打，宁死不说陈逸躲在何处，终令陈逸免于被捕。
后来陈逸与平原术士襄楷在冀州刺史王芬座上，襄楷说：“天文不利宦者，黄门、常侍真族灭矣”，陈逸闻言而喜。王芬就表示想做驱除宦官之人。大约中平元年（184年）六月，王芬与南阳人许攸、沛国人周旌等连结豪杰，图谋废灵帝，立合肥侯为帝，事败。王芬自杀。
黄巾之乱时大赦党锢之祸禁锢的人，陈逸亦获任官，最终官至鲁相。鲁国人为避陈逸父讳，改蕃县为皮县。